# Creature grandi e piccole (serie televisiva)
Creature grandi e piccole (All Creatures Great and Small) è una serie televisiva britannica della BBC in 90 episodi, trasmessi per la prima volta nel corso di 7 stagioni dal 1978 al 1990. È ambientata nelle Yorkshire Dales ed è basata sul romanzo Creature grandi e piccole e sui suoi seguiti, scritti del veterinario britannico Alf Wight con lo pseudonimo di James Herriot.

## Le origini
Nel 1977 la BBC incaricò il produttore Bill Sellars di realizzare una serie televisiva tratta dai primi due romanzi di Herriot, If Only They Could Talk e It Shouldn't Happen to a Vet, utilizzando il titolo dell'adattamento cinematografico di Claude Whatham del 1975. Tale titolo riprende un verso di un inno anglicano, scritto dalla poetessa irlandese Cecil Frances Alexander:
(Cecil Frances Alexander)
La serie si sviluppò su due periodi: quello originale, dal 1978 al 1980, basato direttamente sui romanzi di Herriot e composto da tre stagioni; un secondo periodo, dal 1988 al 1990, basato su sceneggiature originali e composto da quattro stagioni. Complessivamente furono prodotti novanta episodi.

## Trama

### Prime tre stagioni
Le prime tre stagioni andarono in onda tra il 1978 ed il 1980. Erano ambientate alla fine degli anni '30. Nell'estate del 1937 il giovane James Herriot, fresco di abilitazione veterinaria, si reca nella cittadina di Darrowby (nome di fantasia) nelle Yorkshire Dales, dove aveva ottenuto il ruolo di assistente presso lo studio del veterinario Siegfried Farnon. Siegfried è un veterinario responsabile e molto preparato, ma anche un individuo collerico e lunatico, un vulcano di nuove idee, molto critico verso i suoi collaboratori e tendente a cambiare continuamente idea. Dopo una fase iniziale in cui una James ancora timido ed insicuro impara ad averci a che fare, i due entrano in sintonia. All'interno della Skeldale House, l'edificio che ospita anche l'ambulatorio di Farnon, vivono anche la risoluta governante Edna Hall ed il fratello minore di Siegfried, il giovanissimo Tristan, che sta facendo il praticantato nell'ambulatorio e che crea continuamente problemi con le sue goliardate ed il suo stile di vita edonistico. Anche Tristan vorrebbe diventare un bravo veterinario, ma gli manca l'ambizione e così fallisce continuamente gli esami cosa che fa infuriare Siegfried, che più che un fratello maggiore gli fa quasi da padre. Soltanto sul finire della terza stagione anche Tristan ottiene finalmente l'abilitazione veterinaria. Durante una visita a domicilio, James conosce la figlia di un contadino, Helen Alderson. I due finiranno per sposarsi sul finire della prima stagione: in tale occasione, a sua insaputa, Siegfried promuove James da assistente a partner dell'ambulatorio.
La serie trae il suo fascino da una parte dalle tensioni che si generano tra i diversi caratteri dei protagonisti, dall'altra dalle caratteristiche scurrili degli allevatori e dei proprietari degli animali. I tirchi fattori tendono a chiamare i veterinari quando ormai è troppo tardi per un trattamento, per poi criticarli per la loro incapacità. Sul fronte opposto, tra i pazienti più grati ad Herriot, c'è il coccolatissimo cagnolino Tricki-Woo, un pechinese sovrappeso che in realtà il veterinario deve soltanto proteggere dal pericolo che la sua proprietaria, la ricca vedova Mrs. Pumphrey, la ingozzi di torte e cioccolatini.
Nella seconda e terza stagione la minaccia della Seconda Guerra Mondiale comincia a mettere in secondo gli aspetti più contemplativi del vivere quotidiano. La terza stagione finisce con Tristan e James che si arruolano volontari nella Royal Air Force. Dato che non fu trovato alcun nuovo assistente, l'ambulatorio fu portato avanti da Siegfried da solo. Qui finiscono i romanzi di Herriot e di conseguenza anche la produzione degli episodi.

### Gli speciali natalizi
Nel 1983 e nel 1985 uscirono due speciali natalizi della durata di 89 minuti ciascuno. Sono basati sulla terza stagione e lanciano un ponte al prosieguo della serie.
James torna dalla guerra prima del previsto, ma solo poco a poco ritrova la sua serenità. Gli Herriot hanno due figli, Jimmy e Rosie, Siegfried sposa la sua amata Caroline e si trasferisce con lei in un'altra casa e dopo che Tristan, tra lo stupore generale, ottiene un posto al Ministero dell'Agricoltura, la Skeldale House resta abitata dalla sola famiglia Herriot. L'edificio è modificato rispetto alle prime tre serie ed ora ha un bel giardino al posto della vecchia corte.
Poiché l'interprete di Mrs. Hall era morta poco dopo la fine della terza stagione, negli speciali natalizi non compare ed anzi viene cercata una nuova governante, che sarà trovata, dopo alcuni tentativi andati a vuoto, in Mrs. Greenlaw.
Uno speciale natalizio fu girato anche al termine della settima ed ultima stagione, nel 1990, con una trama per lo più svincolata dalle storie precedenti.

### Dalla quarta alla settima stagione
Nel 1985 la produzione decise di proseguire la serie, riagganciandosi agli speciali di Natale. L'autore dei romanzi su cui si erano basate le prime tre stagioni nel frattempo aveva scritto ulteriori memorie, su cui basare le stagioni future.
Le quattro stagioni prodotte tra il 1988 ed il 1990 sono ambientate nel secondo dopoguerra. Vi sono alcuni riferimenti indiretti che permettono di risalire all'epoca dello svolgimento dei fatti: nella quarta stagione James Herriot dichiara di essersi fidanzato con Helen 12 anni prima, mentre nella quinta stagione festeggiano il 13º anniversario di matrimonio. Nella seconda puntata della sesta stagione, muore re Giorgio VI d'Inghilterra (6 febbraio 1952); nella sesta puntata della settima stagione viene incoronata Elisabetta II (2 giugno 1953).
Le storie delle nuove stagioni si basano in gran parte sui racconti di James Herriot, ma sono arricchite con numerose aggiunte fittizie e storie supplementari. Vengono ripresi e sviluppati anche alcuni personaggi e storie delle prime tre stagioni, nella maggior parte però con nuovi attori.
Un nuovo personaggio appare nella quarta stagione, con l'ingresso del giovane veterinario scozzese Calum Buchanan nello staff dell'ambulatorio. Calum è un collega universitario di Tristan: è professionalmente preparato ma ha un carattere eccentrico, è disorganizzato e, per la disperazione di Siegfried, si porta dietro un esercito animali di cui si prende cura. Più volte ha successo con la medicina naturale dopo che la medicina convenzionale aveva fallito. Viene descritta ampiamente anche la sua relazione con la fidanzata Deirdre. All'inizio della sesta stagione Calum riceve un'allettante offerta di lavoro come medico della fauna selvatica in Nuova Scozia che lui, fresco sposo, non può rifiutare, lasciando a malincuore l'ambulatorio Farnon-Herriot.
Nella quarta serie Tristan Farnon occasionalmente dà una mano in ambulatorio. All'inizio della quinta stagione si licenzia dal suo posto al Ministero dell'Agricoltura e torna ad impiegarsi a tempo pieno nell'ambulatorio del fratello, anche se poi viene inviato in Irlanda per un incarico di diversi mesi, così che praticamente non compare mai nella quinta stagione (dall'episodio 5) e nella sesta stagione, con l'eccezione di un cameo al matrimonio di Calum, per poi tornare nella settima.
La Skeldale House è ormai troppo grande per la sola famiglia Herriot, che così dalla quinta stagione si trasferisce in una casa un po' più fuori, chiamata Rowangarth. Frequentemente ricevono la visita dell'impiegato di banca londinese Andrew Bruce, un amico di scuola di James, un personaggio che non esiste nei libri di Herriot.
Dalla quarta stagione Helen viene interpretata da Lynda Bellingham dopo che Carol Drinkwater fu costretta a lasciare il cast per via di una relazione con Timothy.

## Luoghi delle riprese
Gli esterni della serie furono girati quasi interamente nella zona delle Yorkshire Dales, che è dove poi in effetti si svolgono quasi tutte le storie. La maggior parte dei luoghi si trova nelle valli fluviali dello Swaledale e dello Wensleydale e nelle valli attigue.
Le scene cittadine di "Darrowby" furono girate invece in più luoghi:
- Askrigg, Wensleydale (dove si trova la "Skeldale House");
- Leyburn, Wensleydale (qui tra gli altri si trovano la Thornborough Hall, che funge da Ministero dell'Agricoltura di Mannerton e in una puntata anche come Municipio di Darrowby);
- Middleham, Wensleydale (parecchie scene nei negozi);
- East Witton, Wensleydale;
- Redmire, Wensleydale;
- Wensley, Wensleydale;
- Reeth, Swaledale;
- Muker, Swaledale;
- Grinton, Swaledale;
- Low Row, Swaledale;
- Langthwaite, Arkengarthdale;
- West Scrafton, Coverdale.

L'arrivo di James a Darrowby nella primissima puntata della serie fu girato sulla piazza del mercato di Richmond. All'incrocio in cui si ferma l'autobus si vede un cartello stradale che, unica volta nella serie, indica i veri nomi dei posti adiacenti (Helwith, Hurst, Marske, Richmond). In tutti gli altri casi anche i nomi di città presenti sui segnali stradali sono fittizi.
Esterni al di fuori delle Yorkshire Dales:
- la reale stazione di Goathland come stazione ferroviaria della fittizia città di Mannerton (solo nella quarta stagione; dalla quinta stagione i passeggeri scendono alla altrettanto fittizia fermata di Rainby Halt, in realtà sita in Finghall Lane della Wensleydale Railway. La stazione della prima stagione, dove vanno a prendere Tristan, è quella di Leyburn, anch'essa della Wensleydale Railway);
- la città fittizia di Hensfield

Tutti gli interni della Skeldale House furono invece ripresi in studio.

## Produzione
La serie, ideata da Bill Sellars, fu prodotta da British Broadcasting Corporation e A&E Television Networks e Australian Broadcasting Corporation e girata nel North Yorkshire in Inghilterra. Le musiche furono composte da Johnny Pearson.
Nel 1977, la BBC incaricò il produttore Bill Sellars della creazione di una serie televisiva basata sui primi due romanzi di Herriot, Only They Could Talk e It Shouldn't Happen to a Vet, utilizzando il titolo dell'adattamento cinematografico del 1975 Creature grandi e piccole. Le riprese iniziarono nell'autunno del 1977.

### Registi
Tra i registi della serie sono accreditati:
- Peter Moffatt in 12 episodi (1978-1988)
- Michael Brayshaw in 9 episodi (1989-1990)
- Robert Tronson in 8 episodi (1978-1988)
- Terence Dudley in 8 episodi (1978-1983)
- Christopher Barry in 8 episodi (1978-1980)
- Tony Virgo in 8 episodi (1988-1989)
- Richard Bramall in 5 episodi (1980)
- Roderick Graham in 5 episodi (1988)
- Christopher Baker in 4 episodi (1978)
- Michael Hayes in 4 episodi (1980)
- Jeremy Summers in 4 episodi (1988)
- Bob Blagden in 4 episodi (1989)
- Steve Goldie in 4 episodi (1990)
- Richard Martin in 4 episodi (1990)
- Kenneth Ives in 3 episodi (1978)

## Distribuzione
La serie fu trasmessa nel Regno Unito dall'8 gennaio 1978 al 24 dicembre 1990 sulla rete televisiva BBC One. In Italia è stata trasmessa con il titolo Creature grandi e piccole.
Alcune delle uscite internazionali sono state:
- nel Regno Unito l'8 gennaio 1978 (All Creatures Great and Small)
- in Germania Ovest l'8 gennaio 1978 (Der Doktor und das liebe Vieh)
- in Belgio il 16 aprile 1978
- in Danimarca il 9 gennaio 1979 (Folk og fæ)
- nei Paesi Bassi il 21 maggio 1979 (Alle schepselen, groot en klein)
- in Svezia (I vår Herres hage)
- in Spagna (Todas las criaturas grandes y pequeñas)
- in Italia (Creature grandi e piccole)

## Episodi
| Stagione         | Episodi | Prima TV UK |
| ---------------- | ------- | ----------- |
| Prima stagione   | 13      | 1978        |
| Seconda stagione | 14      | 1978        |
| Terza stagione   | 14      | 1979-1980   |
| Quarta stagione  | 10      | 1988        |
| Quinta stagione  | 12      | 1988        |
| Sesta stagione   | 12      | 1989        |
| Settima stagione | 13      | 1990        |

Inoltre, nel giorno di Natale del 1983 e del 1985 sono andati in onda due episodi speciali rispettivamente dal titolo 1983 Special e 1985 Special.

## Museo
Dopo la morte di Donald Sinclair, il modello letterario per il personaggio di Siegfried, l'ultimo dei colleghi di James A. Wights, i locali dell'ambulatorio in Kirkgate 23 a Thirsk, furono trasformati in un museo dedicato a James Herriot, dedicato ai libri, alle persone reali ed anche alla serie televisiva. A tal fine vennero montati all'interno le sceneggiature utilizzate in studio per rappresentare la Skeldale House. I visitatori possono vedere e provare diversi oggetti, fingere di essere veterinari e far parte del cast della serie. Il museo ha oggi il nome di The world of James Herriot ("Il mondo di James Herriot“).
Gli utensili originali del vero ambulatorio veterinario del dott. Wight si trovano invece allo Yorkshire Museum of Farming.